# Maximilian Jahns
Maximilian Jahns (* 23. Oktober 1887 in Hamburg; † 1. Oktober 1957 ebenda) war ein deutscher Maler und Grafiker der Verschollenen Generation. Er war Mitglied der Hamburgischen Sezession und des Hamburger Künstlervereins von 1832.

## Leben
Maximilian Conrad Ernst Jahns wurde als Sohn des Huf- und Wagenschmieds Max Jahn in Hamburg geboren, der seinen Betrieb in der Hammer Landstraße 151 im Stadtteil Hamburg-Hamm hatte. Nach der Schule absolvierte er eine handwerkliche Ausbildung, studierte aber dann von 1907 bis 1913 an der Kunstgewerbeschule Hamburg, unter anderem bei Julius Wohlers und Willy von Beckerath. Es folgten 1913 Reisen nach Frankreich, Dänemark, der Schweiz (Arosa) und 1914 nach Italien, auf denen vor allem Landschaftsbilder entstanden. Danach heiratete er seine Frau Meta und nahm am Ersten Weltkrieg teil. Ihre Wohnung war zu diesem Zeitpunkt am Steindamm 36.
1919 trat Jahns der Hamburgischen Sezession sowie dem Hamburger Künstlerverein von 1832 bei und nahm zudem den Auftrag an, Wandbilder für die Bücherhalle Kohlhöfen zu erschaffen. Im Stil eines Bilderbogens schuf er acht Hamburger Volksleben-Darstellungen, darunter die Darstellungen Köchin und Melkmann, Amme mit Kindern beim Tierpark Hagenbeck, Turnjugend, Quartiersmann, Kapitän und Steuermann, Finkenwerder Fischer und Leichenträger. Aufgrund von Unstimmigkeiten innerhalb der Hamburgischen Sezession traten einige Mitglieder 1920 aus Protest aus der Sezession aus, darunter auch Maximilian Jahns. Er trat dem Deutschen Künstlerbund bei sowie der Hamburgischen Künstlerschaft. Ab 1920 hatte er ein Atelier in der Binderstraße 24 im Stadtteil Rotherbaum und eine Wohnung im Peterskampweg 20 in Hamburg-Eilbek.
1929 restaurierte er eigenhändig seine Wandbilder in der Bücherhalle. 1930 trat er dem Reichsverband bildender Künstler Deutschlands bei. Um 1930 schuf er auch plastische Arbeiten. Zwischen 1929 und 1933 erhielt er ein Stipendium. 1933 fertigte er wieder ein Wandbild mit dem Titel Badende als Auftragsarbeit im Sportheim Uhlenbusch (2014 abgerissen) in der Samtgemeinde Hanstedt. Ab 1933 wohnte er im Pöseldorferweg 19 und ab 1935 Bei der Hammer Kirche 30. Sein Atelier befand sich ab 1936 in der sogenannten Slomannburg im Harvestehuder Weg 5 an der Außenalster. Im zweiten Halbjahr 1936 erhielt er durch die Erdwin-Amsinck-Stiftung zum zweiten Mal ein Stipendium.

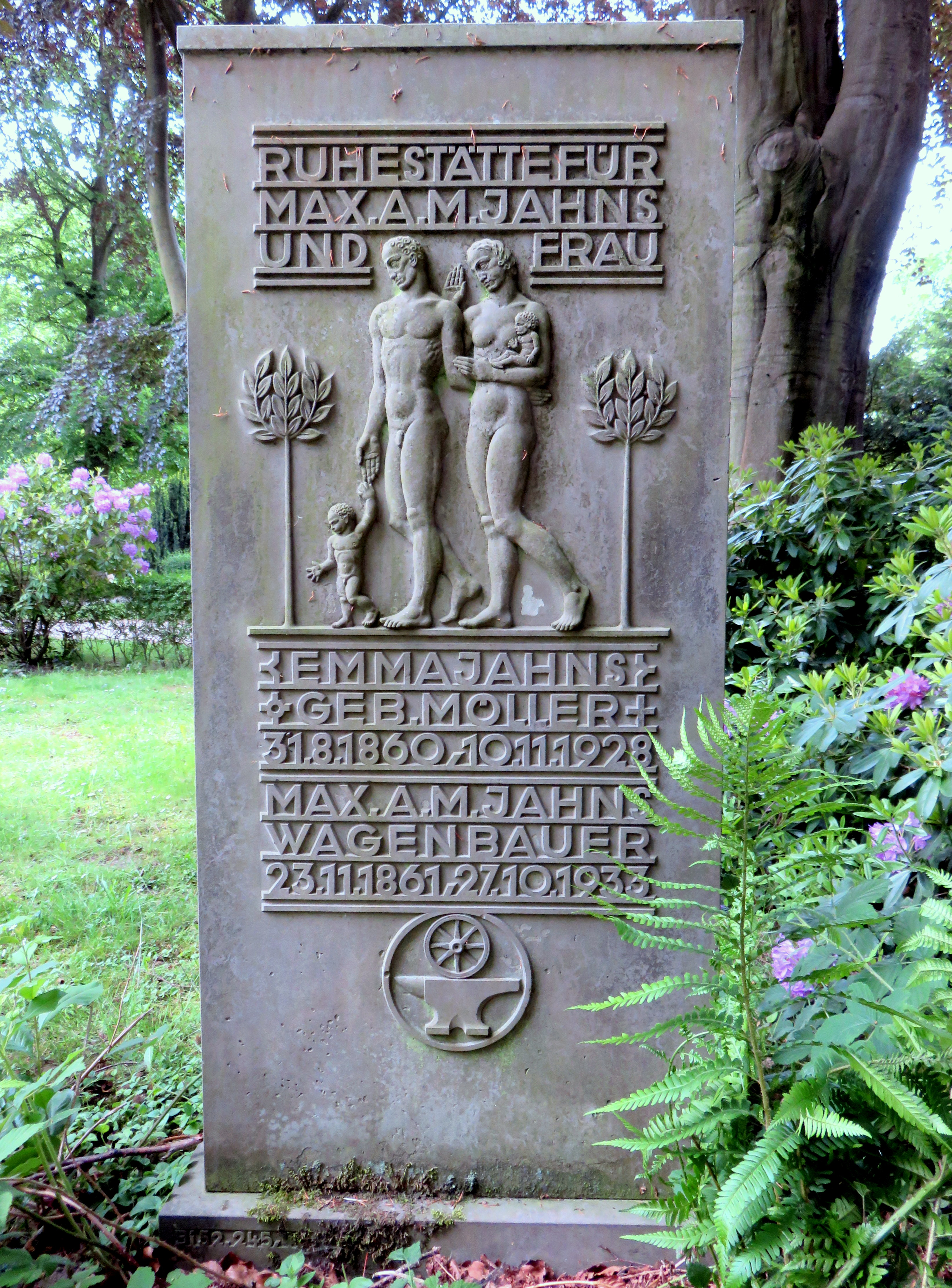
Grab „Max.A.M. Jahns“ auf dem Friedhof Ohlsdorf

Im Sommer 1937 wurde ein Gemälde von ihm als Entartete Kunst deklariert, beschlagnahmt und vermutlich zerstört, eine Dünenlandschaft aus der Sammlung der Hamburger Kunsthalle. Verantwortlich dafür war Adolf Ziegler, der 72 Gemälde der Kunsthalle beschlagnahmte, während dessen Gehilfe Wolfgang Willrich Werke im Kupferstichkabinett aussortierte. Jahns Wandbilder in der Bücherhalle Kohlhöfen wurden ebenfalls 1937 auf Anweisung der Nationalsozialisten übermalt.
1940–1943 war sein Atelier im Haus Stinnes in der Straße Schöne Aussicht 23. Ab 1942 hatte auch Herbert Spangenberg dort ein Atelier. Zu der Zeit hatten Otto Thämer, Fritz Schirrmacher (1893–1948) und Herbert Mhe (1891–1952) ebenfalls ein Atelier dort. 1943 wurde Jahns Atelier, das sich inzwischen in der Hammer Landstraße befand, ausgebombt. Für die Zeit des Zweiten Weltkrieges sind kaum Werke überliefert, was natürlich auch mit der Ausbombung und die dadurch zerstörten Werke zu tun hat.
Nach Kriegsende wohnte er mit seiner Frau Meta in einem Zimmer in der Grillparzerstraße im Stadtteil Uhlenhorst. Sein Atelier war von 1950 bis 1952 wieder in der Straße Schöne Aussicht 23. Er konnte an seine Erfolge der Zeit vor 1937 nicht mehr anknüpfen und starb 1957 arm und vereinsamt. Er wurde, ebenso wie seine Ehefrau und seine Eltern, auf dem Ohlsdorfer Friedhof im Planquadrat Bi 52,245-46 beigesetzt.
Maximilian Jahns ist mit Werken in den Sammlungen der Hamburger Kunsthalle, des Museums für Hamburgische Geschichte und der Behörde für Kultur und Medien vertreten.

## Stil
Nach der anfänglich impressionistischen Malweise ging er um 1920 zu einer expressionistischen, flächigen Malweise mit dunklen Konturierungen über. Nach dem Krieg entwickelte er einen an der Neuen Sachlichkeit orientierten Spätstil mit statischen Formen und dunklen Farben.

## Ausstellungen (Auswahl)
Einzelausstellungen
- 1956: Allgemeines Krankenhaus St. Georg, Hamburg
- 1957: Theater an der Marschnerstraße in Hamburg, Kulturelle Vereinigung Volksheim e. V.
- 1957: Kunstverein in Hamburg

Gemeinschaftsausstellungen
- 1912: Galerie Commeter
- 1919: Galerie Commeter
- 1919–1920: Erste Ausstellung der Hamburgischen Sezession in der Hamburger Kunsthalle[8] – 3 Gemälde[9]
- 1921: Ausstellung des Deutschen Künstlerbundes in Hamburg
- 1925: Juryfreie Kunstausstellung in der Hamburger Kunsthalle
- 1925: Weihnachtsausstellung des Hamburger Künstlervereins im Kunstsalon Langhagen & Harnisch am Gänsemarkt 6[10]
- 1927: Ausstellung der Hamburgischen Sezesession in der Hamburger Kunsthalle
- 1929: Kunstausstellung in Altona
- 1930: Internationale Alpine Bilder Ausstellung im Nationalsalon Budapest, Ungarn – Drei Ölgemälde: Schneelandschaft bei Arosa, Winterlandschaft (in Arosa) und Lago Maggiore (Locarno)[11]
- 1930: Jahresausstellung des Hamburger Künstlerverein von 1832 im Kunstverein in Hamburg – Zwei Ölgemälde: Wald und Locarno am Lago Maggiore[12]
- 1930: Ausstellung Hamburger Künstler im Kunstverein in Hamburg
- 1932: Hundert-Jahr-Ausstellung des Hamburger Künstlervereins von 1832 in der Hamburger Kunsthalle – Zwei Ölgemälde: Porträt der Gattin des Künstlers und Gladiolen[13][14]
- 1933: Norddeutschland, Landschaft, Mensch in der Hamburger Kunsthalle
- 1934: Kunstverein in Hamburg
- 1937: Kunstverein in Hamburg
- 1957: Museum für Hamburgische Geschichte

Postum
- 2013: Hamburger Künstler aus der Sammlung Mathias F. Hans im Stroganow-Palais in Sankt Petersburg, Russland – Ölgemälde Seenplatte[15][16]
- 2013–2014: Eiskalte Emotionen – Werke aus der Sammlung Frank Brabant zwischen Expressionismus und Verismus in der Kunsthalle Jesuitenkirche, Aschaffenburg[17]

## Werkverzeichnis (Auswahl)
Maße: Breite × Höhe
- Um 1912: Alsterufer, Außenalster (Öl auf Leinwand, 78 × 65,5 cm)[18]
- 1913: Abendsonnen (Fehmarn) (Öl auf Leinwand, 45 × 45 cm)[19]
- 1913: Roter Wald (Öl auf Leinwand, 60 × 74 cm)[20]
- Um 1913: Winterlandschaft (in Arosa) (Öl auf Leinwand) – Ausgestellt 1930 in Budapest
- Um 1913: Schneelandschaft bei Arosa (Öl auf Leinwand, 90 × 76 cm)[21] – Ausgestellt 1930 in Budapest – Hamburger Kunsthalle (Es gibt auch eine Kopie von einem Restaurator des Museums für Hamburgische Geschichte)[22]
- Um 1913: Bildnis eines jungen Mannes (Selbstporträt?) (Öl auf Leinwand, 57,5 × 43,5 cm)[23]
- Um 1914: Lago Maggiore (Locarno) (Öl auf Leinwand) – Ausgestellt 1930 in Budapest
- 1914 Alpenlandschaft mit See (Öl auf Leinwand, auf Holz aufgelegt, 85 × 64 cm)[24]
- 1914: Felsenlandschaft (Dolomiten) (Öl auf Leinwand, auf Pappe kaschiert, 42,3 × 49,5)[25]
- 1914: Mediterrane Dorflandschaft mit Mauer (Öl auf Leinwand, auf Pappe kaschiert, 18,3 × 19,8 cm)[26]
- 1914: Häuser am Mittelmeer (Nervi) (Öl auf Leinwand, auf Pappe kaschiert, 42 × 34,5 cm)[27]
- 1914: Hafen von Nervi – Hamburger Kunsthalle
- 1915: Südliche Küstenlandschaft (Öl auf Leinwand, auf Pappe kaschiert, 38 × 43,5 cm)[28]
- Vor 1920: Frauenkopf (Pastell, 38 × 47,5 cm)[29]
- 1920: Hamburgischer Wasserträger (Öl auf Leinwand, 71 × 76 cm)[30]
- 1926: Blick auf die Elbe mit Segelbooten (Aquarell, 50 × 35 cm)[31]
- 1929: Fischbeker Heide – Hamburger Kunsthalle
- 1930: Schäfer mit Schafen im Schatten blühender Obstbäume (Öl auf Hartfaser, 98 × 77 cm)[32]
- 1930: Weiblicher Akt (Aquarell), auf der Rückseite männlicher Akt (Aquarell, braune Hintergrundfarbe)[33]
- 1931: Weiblicher Akt (Aquarell), auf der Rückseite weiße Gegenbemalung und Stempelabdruck Nachlass Maximilian Jahns[34]
- 1932: Männlicher Akt, Studie (Aquarell, grüne Hintergrundfarbe)[35]
- Vor 1933: Porträt der Gattin des Künstlers (Ölgemälde) – Ausgestellt 1932 in Hamburg
- Vor 1933: Gladiolen (Ölgemälde) – Ausgestellt 1932 in Hamburg
- Um 1935: Seenplatte (keine Seenplatte, sondern Landschaft mit einem See) (Öl auf Leinwand, 62 × 38 cm) – Ausgestellt 2013 in St. Petersburg – Sammlung Mathias F. Hans, Hamburg
- 19??: Badende Kinder am Fluss (Öl auf Leinwand, 76 × 59 cm)[36]
- 19??: Zwei abstrakte Köpfe (Pastell auf Karton, 85 × 68 cm)[37]
- 19??: Frauenporträt (Öl auf Leinwand, 40 × 60 cm)[38]

Zerstörte oder übermalte Werke:
Zwei Gemälde wurden 1937 als Entartete Kunst deklariert, beschlagnahmt und zerstört, darunter eine Dünenlandschaft aus der Sammlung der Hamburger Kunsthalle. Die acht Hamburger Volksleben-Darstellungen von 1919 in der Bücherhalle Kohlhöfen wurden auch 1937 auf Anweisung der Nationalsozialisten übermalt. 1943, bei der Ausbombung seines Ateliers in der Hammer Landstraße wurden ebenfalls Werke zerstört. Das Wandbild mit dem Titel Badende im Sportheim Uhlenbusch in der Samtgemeinde Hanstedt wurde spätestens 2014 zerstört, als das Haus abgerissen wurde.